# 笑う淑女
もしかして
- 嗤う淑女

ではありませんか？